# SSBS S1
Los SSBS fueron una serie de misiles balísticos de alcance medio de fabricación francesa.

## Descripción general
La primera serie, SSBS S1, se lanzó entre 1965 y 1968. Tenía una altitud máxima de 500 kilómetros (310 millas), un empuje de despegue de 440 kN, una masa total de 25.000 kilogramos (55.000 lb), un diámetro de 1,50 metros. (59 pulgadas) y una longitud total de 15,10 metros (49,5 pies).